# Wietmarschen
Wietmarschen é um município da Alemanha localizada no distrito de Grafschaft Bentheim, estado de Baixa Saxônia.